# William Westerfeld
William Westerfeld (Bremen, 12 de septiembre de 1842-San Francisco, 18 de febrero de 1895) fue un panadero y pastelero alemán que vivió en San Francisco, California. Se mudó a América y aprendió el oficio de repostería, y luego abrió su propia panadería; se hizo próspero. Es conocido por la casa que construyó en San Francisco, que ahora se conoce como William Westerfeld House.

## Primeros años de vida
Westerfeld nació en Syke, un suburbio de Bremen, Alemania, en 1842.
En 1859, se mudó a California donde trabajó con su tío, Louis Westerfeld, quien lo entrenó en confitería. El tío de Westerfeld, Louis, era entonces panadero en Schroth & Westerfeld, un «salón de café» y panadería en 228 Kearny Street.

## Carrera
En la década de 1860, Westerfeld inició su propio negocio de confitería con un socio llamado G. T. Page. Luego se convirtió en un destacado panadero y pastelero que opera en Market Street en San Francisco, California.
En diciembre de 1880, Westerfeld fue elegido presidente de la Boss Bakers' Association (Asociación de Maestros Panaderos) de 64 miembros, cuando se convirtió en una organización permanente.
En 1891, la Bakers' Union No. 24 organizó un boicot al negocio de Westerfeld porque se negó a permitir que los panaderos tuvieran los domingos libres. Los otros panaderos acudieron en su ayuda publicando una respuesta en el San Francisco Chronicle.
En 1892, se organizó otro boicot a la panadería Westerfeld porque la panadería requería que los empleados trabajaran siete días a la semana en lugar de seis.

## Vida personal y muerte
Westerfeld estaba casado con Pauline y era el padre de Otto, Paul, Ella y Walla.
En 1895 tenía mala salud y se sometió a varias cirugías. Murió en su casa, que ahora se conoce como William Westerfeld House en 1150 Fulton Street en San Francisco, California. Murió el 18 de febrero de 1895. Fue cremado y enterrado en el cementerio Cypress Lawn. The San Francisco Call afirmó que Westerfeld era «muy próspero» y «deja una fortuna cómoda».

## Legado
En 1904, 228 Kearny Street era la ubicación de Arfsten, Eicher, & Co. Bakers and Confectioners, una panadería y restaurante. Esto insinuaría que Schroth & Westfeld se mudó, cambió de nombre o se disolvió en la nueva confitería.
Después de la muerte de Westerfeld, Pauline y su hijo continuaron operando el negocio hasta 1906. Fue recordado por su casa de estilo villa italiana que fue diseñada por Henry Geilfuss y construida en 1889. La casa se agregó a las listas del Registro Nacional de Lugares Históricos en San Francisco en 1989.